# Liste der Orte im Kreis Borken
Die Liste der Orte im Kreis Borken enthält alle Orte des Landkreises Borken. Auch Weiler und Bauerschaften werden hier aufgeführt. Städte und Gemeinden sind mit dem entsprechenden Signalwort gekennzeichnet. Bei zugehörigen Orts- und Stadtteilen ist die Zugehörigkeit mit der Klammer gekennzeichnet. Diese Liste erhebt keinen Anspruch auf Vollständigkeit.
| - Stadt Ahaus - Ahle (Heek) - Almsick (Stadtlohn) - Alstätte (Ahaus) - Ammeln (Ahaus) - Ammeloe (Vreden) - Anholt (Isselburg) - Asbeck (Legden) - Averbeck (Heek) - Averesch (Ahaus) - Bahnhof Reken (Reken) - Barle (Ahaus) - Barlo (Bocholt) - Beikelort (Legden) - Besslinghook (Ahaus) - Biemenhorst (Bocholt) - Stadt Bocholt - Kreisstadt Borken - Borkenwirthe (Borken) - Brinkerhook (Gronau) - Brook (Ahaus) - Büngern (Rhede) - Büren (Gescher) - Burlo (Borken) - Buschhausen (Heiden) - Callenbeck (Heek) - Crosewick (Vreden) - Eissingort (Legden) - Eggerode (Schöppingen) - Ellewick (Vreden) - Epe (Gronau) - Erle (Raesfeld) - Eschlohn (Südlohn) - Estern (Gescher) - Frettholt (Legden) - Gaxel (Vreden) - Gemen (Borken) - Gemen (Schöppingen) - Gemenkrückling (Borken) - Gemenwirthe (Borken) - Gerdingseite (Gronau) - Stadt Gescher - Graes (Ahaus) - Stadt Gronau - Großemast (Vreden) - Groß Reken (Reken) - Grüthlohn (Borken) - Harwick (Gescher) - Haulingort (Legden) - Haverbeck (Schöppingen) - Gemeinde Heek - Heelden (Isselburg) - Hegebrock (Stadtlohn) - Gemeinde Heiden - Heiden an der Bahnhofstraße (Heiden) - Hemden (Bocholt) - Hengeler (Stadtlohn) - Herzebocholt (Isselburg) - Heven (Schöppingen) - Hochmoor (Gescher) - Holtwick (Bocholt) - Homer (Raesfeld) - Hörsteloe (Ahaus) - Hovesath (Borken) - Hoxfeld (Borken) - Hülsten (Reken) - Hundewick (Stadtlohn) - Illerhusen (Reken) - Isingort (Legden) - Stadt Isselburg | - Kirchspiel Stadtlohn (Stadtlohn) - Kleinemast (Vreden) - Klein Reken (Reken) - Knüverdarp (Velen) - Köckelwick (Vreden) - Kottigerhook (Gronau) - Krechting (Rhede) - Kreulerhok (Reken) - Krommert (Rhede) - Krückling (Velen) - Leblich (Heiden) - Gemeinde Legden - Liedern (Bocholt) - Löchte (Raesfeld) - Lowick (Bocholt) - Lünten (Vreden) - Marbeck (Borken) - Maria Veen (Reken) - Mussum (Bocholt) - Nienborg (Heek) - Nordick (Heiden) - Nordvelen (Velen) - Oeding (Südlohn) - Oestrich (Raesfeld) - Ostendorf (Velen) - Ottenstein (Ahaus) - Preinhok (Reken) - Quantwick (Ahaus) - Stadt Raesfeld - Ramsberg (Schöppingen) - Ramsdorf (Velen) - Regniet (Isselburg) - Rhedebrügge (Borken) - Stadt Rhede - Sabstätte (Ahaus) - Sandheck (Reken) - Schmäinghook (Ahaus) - Gemeinde Schöppingen - Spork (Bocholt) - Stadt Südlohn - Stadt Stadtlohn - Stegger (Raesfeld) - Stenern (Bocholt) - Suderwick (Bocholt) - Tungerloh-Capellen (Gescher) - Tungerloh-Pröbsting (Gescher) - Vardingholt (Rhede) - Vehlingen (Isselburg) - Stadt Velen - Stadt Vreden - Waldvelen (Velen) - Wehr (Legden) - Wendfeld (Stadtlohn) - Wennewick (Vreden) - Wenningfeld (Stadtlohn) - Werth (Isselburg) - Weseke (Borken) - Wessendorf (Stadtlohn) - Wessendorf (Reken) - Wessum (Ahaus) - Westenborken (Borken) - Westrich (Raesfeld) - Wichum (Heek) - Wüllen (Ahaus) - Zwillbrock (Vreden) |